# Mendonciaceae
Mendonciaceae é uma família de plantas dicotiledóneas. Segundo Watson & Dallwitz ela é composta por 60 espécies reepartidas por 2 géneros:
- Anomacanthus
- Mendoncia

São lianas de regiões tropicais, originárias da América do Sul, de África e de Madagáscar.
Esta família não existe no sistema APG II (2003): as plantas em causa são classificadas na família Acanthaceae.